# Rudzienice (gromada)
Rudzienice – dawna gromada, czyli najmniejsza jednostka podziału terytorialnego Polskiej Rzeczypospolitej Ludowej w latach 1954–1972.
Gromady, z gromadzkimi radami narodowymi (GRN) jako organami władzy najniższego stopnia na wsi, funkcjonowały od reformy reorganizującej administrację wiejską przeprowadzonej jesienią 1954 do momentu ich zniesienia z dniem 1 stycznia 1973, tym samym wypierając organizację gminną w latach 1954–1972.
Gromadę Rudzienice z siedzibą GRN w Rudzienicach utworzono – jako jedną z 8759 gromad na obszarze Polski – w powiecie suskim w woj. olsztyńskim na mocy uchwały nr 26 WRN w Olsztynie z dnia 4 października 1954. W skład jednostki weszły obszary dotychczasowych gromad Kałduny, Frednowy, Gromoty, Nowa Wieś i Rudzienice ze zniesionej gminy Rudzienice w tymże powiecie. Dla gromady ustalono 24 członków gromadzkiej rady narodowej.
1 stycznia 1959 powiat suski przemianowano na powiat iławski.
1 stycznia 1960 z gromady Rudzienice wyłączono wieś Nowa Wieś, włączając ją do znoszonej gromady Wikielec w tymże powiecie; do gromady Rudzienice włączono natomiast obszar zniesionej gromady Franciszkowo, a także wsie Makowo, Sąpy, Tynwałd i Wilczany, osady Kalitka, Jażdżówki i Jezierzyce oraz leśniczówkę Kalitka ze zniesionej gromady Tynwałd – w tymże powiecie.
Gromada przetrwała do końca 1972 roku, czyli do kolejnej reformy gminnej. 1 stycznia 1973 – tym razem w powiecie iławskim – reaktywowano gminę Rudzienice.